# Де Эренс, Доминик Жак
Доминик Жак де Эренс (нидерл. Dominique Jacques de Eerens; 17 марта  1781 , Алкмар, Республика Соединённых провинций — 30 мая  1840, Богор, Голландская Ост-Индия) — нидерландский политический, государственный и военный деятель, генерал-майор,  военный министр (1 января 1830-1 октября 1834), генерал-губернатор Голландской Ост-Индии (1836—1840).

## Биография
Сын врача.
Вступил на военную службу в армию Батавской республики в апреле 1798 года. В августе следующего года получил звание сержанта. Участвовал в кампании в Северной Голландии в 1799 году, был ранен, получил штыковое ранение в правое бедро. В 1800–1801 годах принимал участие в походах в Германию, в декабре 1800 года, во время вылазки австрийцев из цитадели Вюрцбург, спас жизнь капитана батальона, отбив его из рук врага.
За отличия в сражениях получил звание лейтенанта. С мая 1807 года – капитан, с 1809 года –подполковник гвардии Людовика Бонапарта.

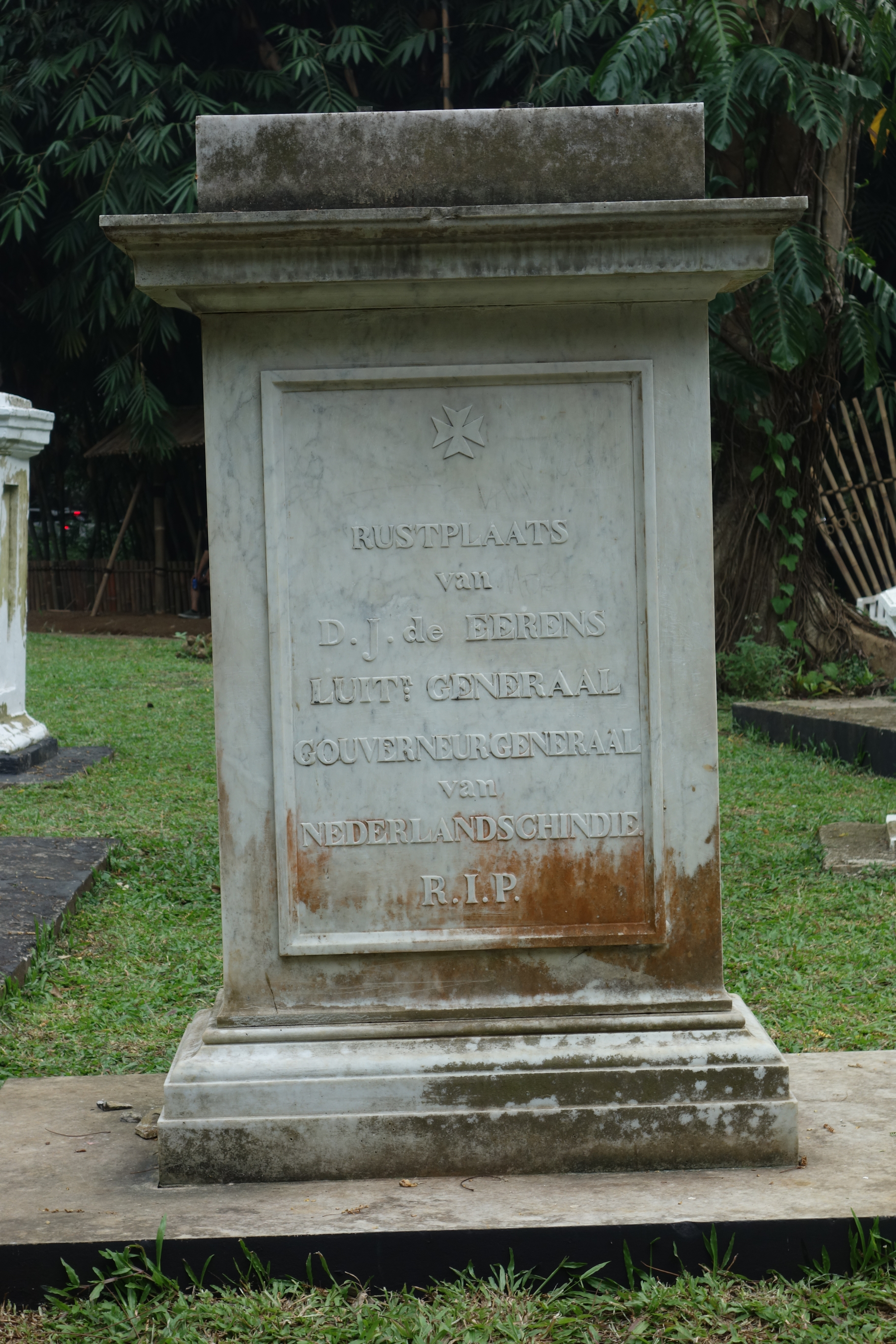
Могила де Эренса в Богорском ботаническом саду

В июле 1810 года был членом делегации, которая должна была обсудить включение голландских частей в имперскую армию Наполеона. С октября 1810 года поступил на французскую службу в качестве командира батальона тиральеров Императорской гвардии, участвовал с этим подразделением в испанской кампании.
В июле 1812 года, во время русской кампании, Де Эрнест был назначен начальником штаба второй пехотной дивизии Императорской гвардии. Когда казаки почти застали императора врасплох 25 октября 1812 года, де Эренс был прикомандирован с шестью ротами, чтобы преследовать казаков и русскую пехоту и отбросить их за реку. За этот ратный подвиг был произведён в полковники и назначен адъютантом при Генеральном штабе.
В целом, за 1803–1815 годы де Эренс участвовал не менее чем в десяти сражениях по всей Европе. В апреле 1815 года де Эренс получил звание генерал-майора.